# Quasieulia
Quasieulia es un género de polillas de la familia Tortricidae.

## Especies
- Quasieulia endela (Walsingham, 1914)
- Quasieulia hirsutipalpis (Walsingham, 1914)
- Quasieulia jaliscana Razowski & Brown, 2004
- Quasieulia mcguffini Powell, 1986